# Љубаништа
Љубаништа (мкд. Љубаништа) је насеље у Северној Македонији, у југозападном делу државе. Љубаништа припадају општини Охрид.
Поред Љубаништа се налази чувени Манастир Светог Наума, данас под заштитом УНЕСКО-а.

## Географија
Насеље Љубаништа је смештено у крајње југозападном делу Северне Македоније, близу државне границе са Албанијом (2 km јужно од села). Од најближег града, Охрида, насеље је удаљено 22 km јужно.
Љубаништа су једино насеље у историјској области Охридске горе, која се пружа између јужних обала Охридског и Преспанског језера. Насеље је смештено на југоисточном углу Охридског језера. Источно од насеља се стрмо издиже планина Галичица. Надморска висина насеља је приближно 760 метара.
Клима у насељу, и поред знатне надморске висине, има жупне одлике, па је пре умерено континентална него планинска.

## Историја
По статистици секретара Бугарске егзархије, 1905. године у селу је живело 360 становника, Грка, верника Цариградске патријаршије. Бугарска пропаганда називала их је гркоманима.

## Становништво
Љубаништа су према последњем попису из 2002. године имало 171 становника.
Претежно становништво у насељу су етнички Македонци (98%).
Већинска вероисповест је православље.